# Sphaerozosma exiguum
Sphaerozosma exiguum là một loài Song tinh tảo trong họ Desmidiaceae, thuộc chi Sphaerozosma.